# W.A.S.P.
W.A.S.P. é uma banda de heavy metal da Califórnia, Estados Unidos. A banda surgiu no início dos anos 80, mais precisamente em 1982, tendo como fundador o vocalista e guitarrista Blackie Lawless.
O acrónimo "W.A.S.P." é uma das maiores polémicas da banda, o que em inglês é entendido como "White Anglo-Saxon Protestant", que significa "Branco, Anglo-Saxão e Protestante", foi re-interpretado pelos membros do grupo originalmente para que significasse "We Are Sexual Perverts", que traduzindo para o português significa "Nós somos pervertidos sexuais".[carece de fontes?]
Os W.A.S.P. são famosos pelos espetáculos muito característicos, que muitas vezes apresentam números cruéis, ao estilo dos encenados por Alice Cooper, um dos pioneiros deste tipo de espectáculo. Também possui similaridades com grupos como Lizzy Borden e Twisted Sister.
A canção "I Wanna Be Somebody" foi o single de maior sucesso do disco de estreia dos W.A.S.P. e chegou ao número 84 na lista das "100 Maiores Canções de Hard Rock de Todos os Tempos" do canal VH1. 
Estima-se que a banda, em três décadas de carreira, tenha vendido mais de 12 milhões de cópias dos seus álbuns em todo o mundo.

## História

### Início (1982-1985)
Os W.A.S.P. começaram após o término dos Circus Circus, uma banda de Los Angeles que contava com Blackie Lawless e Randy Piper. A formação original dos W.A.S.P. foi formada em Los Angeles, Califórnia, em 1982 por Lawless (vocal e guitarra rítmica), Randy Piper (guitarra solo), Rik Fox (baixo), e Tony Richards (bateria).  
A banda ganhou destaque imediato pelas suas apresentações teatrais e para lá de chocantes. Lawless era conhecido por amarrar modelos semi-nuas e simulava tortura e degolamentos, e também por lançar carne crua para a plateia. 
Ainda em 1982 a banda lançou o seu primeiro single, intitulado "Animal (F*ck Like A Beast)", e tanto a letra, como a arte gráfica causaram espanto e controvérsia.
A primeira formação não durou muito tempo, Rik Fox foi demitido e juntou-se à banda Steeler, com o vocalista Ron Keel e com o guitarrista Yngwie Malmsteen. 
Foi então substituído por Don Costa. Pouco depois, Don Costa também deixou a banda e a sua posição no baixo foi preenchida pelo próprio Lawless. Ao mesmo tempo, o guitarrista Chris Holmes também entrou para a banda.

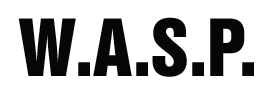
Logotipo do WASP

Os W.A.S.P. assinaram um contrato com a Capitol Records em 1983 e assim lançaram o seu álbum de estreia, "W.A.S.P.", lançado em 17 de Agosto de 1984, recheado de clássicos como "On Your Knees", "Sleeping (In The Fire)", "Hellion", "I Wanna Be Somebody" e "L.O.V.E Machine", todas ainda presentes nas apresentações da banda. O primeiro single, "Animal (F*ck Like A Beast)" não fez parte do álbum lançado nos Estados Unidos, por causa da sua letra explícita, o que causaria a censura do álbum em diversas lojas. No entanto, foi lançado por uma editora independente ainda no mesmo ano.
Pouco depois a banda fez uma aparição no filme de 1984 "The Dungeonmaster."
"Love Machine" e "I Wanna Be Somebody" ajudaram o álbum a alcançar a modesta posição 60 na Billboard, rendendo uma tour pelos EUA e a vinculação dos clipes das músicas citadas. Na mesma época foi escrita também "Blind In Texas", porém a canção só foi lançada no álbum seguinte da banda, "The Last Command", a 9 de novembro de 1985. The Last Command marcou algumas mudanças no line-up, com Steve Riley (ex-Steppenwolf, ex-Keel) substituindo Tony Richards na bateria. Este foi expulso pelos seus problemas com as drogas. Steve substituiu Tony Richards no início da tour de 1984-1985. The Last Command é um dos álbuns mais vendidos dos W.A.S.P., atingindo a posição 47 nos charts da Billboard. "Blind In Texas" é, talvez, a música mais conhecida da banda, sendo ainda tocada em todos os concertos. Músicas como "Wild Child" e "Sex Drive" também caíram no gosto dos fãs.
Após a digressão do The Last Command, o guitarrista Randy Piper deixou a banda por motivos pessoais. O ex-baixista dos King Kobra, Johnny Rod, juntou-se aos W.A.S.P., e Lawless voltou a tocar guitarra rítmica.

### 1986-1988
Com a formação estabilizada, os W.A.S.P. foram para estúdio para gravar o seu terceiro álbum, intitulado "Inside the Electric Circus". Foi lançado a 8 de Novembro de 1986. O álbum fez um grande sucesso entre os fãs. Os críticos, por outro lado, criticaram o álbum, taxando-o como repetitivo e demasiado comercial. 
Canções como "Shoot From The Hip", "I Don't Need No Doctor" (cover de Ray Charles) e o hit single "95-Nasty" tornaram-se bastante populares, e abriram um possível significado para o verdadeiro significado do acrónimo: "We Are Sexual Perverts" (W.A.S.P). No entanto, o próprio Blackie Lawless, conhecido por ser um grande crítico do seu próprio trabalho, chegou a afirmar que Inside the Eletric Circus foi o pior álbum que já gravou com os W.A.S.P, afirmando ser "um álbum cansado, lançado por uma banda cansada". Em última análise, o single "95-Nasty" não obteve o sucesso esperado, o que fez a banda entrar num hiato e Lawless reconsiderou a direcção criativa da banda.

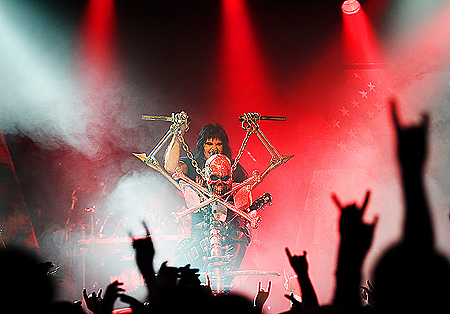
Blackie Lawless em show com o WASP

Os W.A.S.P. tornaram-se num alvo muito importante da Parents Music Resource Center (PMRC), uma organização liderada por Tipper Gore e que lutava contra qualquer tipo de música que possuísse conteúdo explícito, seja ele sobre violência ou sexo. Isso representou um verdadeiro desastre para os W.A.S.P., a ponto de que as casas de espectáculos nas quais a banda iria apresentar-se comecaram a receber ameaças de bomba, e os membros da banda estavam a receber ameaças de morte. Em 1987, Blackie Lawless foi alvo de duas tentativas de assassinato (às quais escapou ileso). No entanto, todos estes acontecimentos geraram ainda mais publicidade e as vendas dos álbuns da banda dispararam.
Em 1987, a canção "Scream Until You Like It" foi incluída na banda sonora do filmes "Ghoulies 2". No mesmo ano, alguns espectáculos da tour do Inside the Electric Circus foram gravadas e a 27 de novembro de 1987, numa casa de espectáculos em Long Beach (o único sitio que ainda estava isento de ameaças, segundo Lawless), foi lançado o primeiro álbum ao vivo da banda, "Live...In the Raw". Duas músicas foram compostas exclusivamente para esse concerto: "The Manimal" e "Harder Faster" (esta continha referências directas a Tipper Gore e à PMRC). Infelizmente, Steve Riley acabou por deixar a banda para se juntar aos L.A Guns, e foi substituído temporariamente por um baterista até então desconhecido, chamado Chad Nelson. Com apenas 18 anos, Glenn Soderling juntou-se à banda depois, mas não tocou em nenhum concerto devido a uma doença que contagiou Chris Holmes, e foi finalmente foi substituído por Kelly Martella.
O quarto álbum de estúdio dos W.A.S.P., "The Headless Children", foi lançado a 15 de Abril de 1989 e foi o primeiro álbum sem nenhuma música com conteúdo sexualmente explícito. 
Na época, foi também o primeiro álbum a vender bastante mal, atingindo a posição 48 na Billboard 200, mas durou pouco tempo por lá. No entanto, The Headless Children foi considerado o melhor álbum dos W.A.S.P. até aquele momento por críticos e fãs. De acordo com uma recente entrevista a Lawless, com o passar do tempo, o álbum foi crescendo e rapidamente chegou a disco de ouro, tornando-se também o álbum mais vendido dos W.A.S.P até hoje. A bateria foi gravada pelo ex-baterista dos Quiet Riot, Frankie Banali. A balada "Forever Free" e o cover de The Who, "The Real Me" são as músicas mais conhecidas desse álbum e tocadas ao vivo até hoje.

### 1989-presente
Chris Holmes deixou a banda em Agosto de 1989, afirmando que queria "divertir-se". Lawless respondeu com uma observação sobre o facto de que "alguns tipos querem ficar em casa e usar aventais", insinuando sobre a relação Chris Holmes com sua nova esposa Lita Ford. A banda separou-se efectivamente alguns meses depois, com Blackie Lawless a embarcar numa carreira a solo de curta duração. Blackie começou a trabalhar no seu álbum a solo, viajou por diversos países para procurar inspiração e compor novas músicas, mas sob a pressão da editora e dos fãs, ele lançou-o como um álbum dos W.A.S.P.
Contando com Bob Kullick nas guitarras, e a bateria ocupada por Stet Howland e Frankie Banali, é lançado então, o espectacular "The Crimson Idol", amplamente aclamado por fãs e críticos. Atingindo a posição de 47 nos charts da Billboard. É até hoje considerado um dos melhores álbuns conceptuais da história do Rock. O álbum não teve tour de divulgação, teve apenas algumas poucas apresentações, como no Monsters of Rock em (Donnington), em 1992. Músicas como "Hold On To My Heart", "The Idol", "Chainsaw Charlie (Murders In The New Morgue)" e "The Great Misconceptions Of Me" mostram Blackie Lawless no seu apogeu como músico, letrista e compositor, sendo considerados clássicos absolutos da banda.

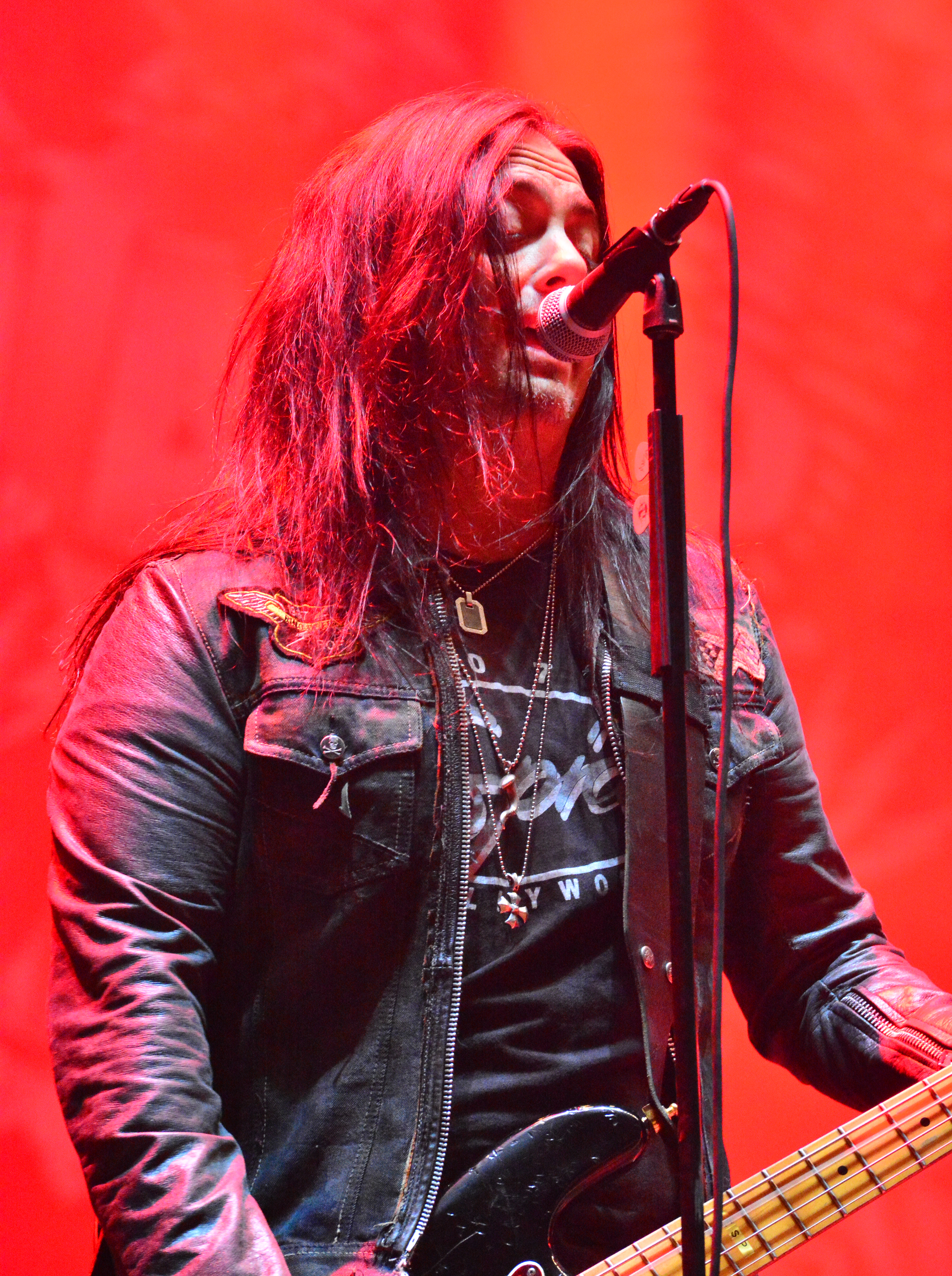
Mike Duda com o W.A.S.P.

O line-up de "The Crimson Idol" foi mantido para a gravação do"Still Not Black Enough" (1995), com canções mais introspectivas e sobrias do álbum anterior. Desta vez, ao invés de se esconder atrás do seu alter ego "Jonathan Steele" (protagonista da história do "The Crimson Idol"), Lawless falou directamente com o público sobre os seus próprios sentimentos (como indicado na contra-capa do álbum). Embora não possua um conceito definido, as letras ainda exploraram temas semelhantes às do The Crimson Idol: as pressões da fama e da sociedade, e a busca por amor. Canções como "Rock And Roll To Death" e a balada "Breathe" são algumas das mais conhecidas do álbum.
Chris Holmes voltou aos W.A.S.P. em 1996 após divorciar-se de Lita Ford, e com ele foram lançados "Kill Fuck Die" (1997) e "Helldorado" (1999). Ele também gravou dois álbuns ao vivo na tour de ambos os álbuns, "Double Live Assassins" (1998) e "The Sting" (2001), respectivamente. "The Sting" foi retirado directamente de um webcast, uma apresentação transmitida ao vivo pela internet. Lawless afirma não gostar do álbum, por ter qualidade sonora e visual abaixo do esperado.
A banda lançou o álbum "Unholy Terror" em 2001. Chris Holmes deixou a banda mais uma vez em 2002, afirmando que queria "tocar blues". Ele juntou-se ao seu ex-colega de banda Randy Piper, na sua banda Randy Piper'Animal, mas logo desistiu daquele projeto também. Holmes, por sua vez, afirmou que nunca tocou em Unholy Terror.
"Dying for the World", lançado em 2002, foi escrito e gravado em menos de um ano, o que é muito rápido para os padrões perfeccionistas de Lawless. O seu encarte apresenta uma das declarações mais fortes Lawless, inspirada pelos ataques terroristas do 11 de Setembro.
Em abril de 2004, os W.A.S.P. lançam a primeira parte do "The Neon God", com o subtítulo de "The Rise", um álbum conceptual sobre um órfão que fora abusado sexualmente por uma freira, e este descobre que ele tem a capacidade manipular as pessoas através da religião, tornando-se num falso Messias. A segunda parte, The Demise, foi lançado em Setembro de 2004. O álbum foi bastante aclamado por fãs e críticos e durante sua tour, a banda aportou pela primeira vez no Brasil em 2005. A música "Never Say Die!" ganhou um videoclipe, o primeiro da banda desde "Black Forever" (1995).

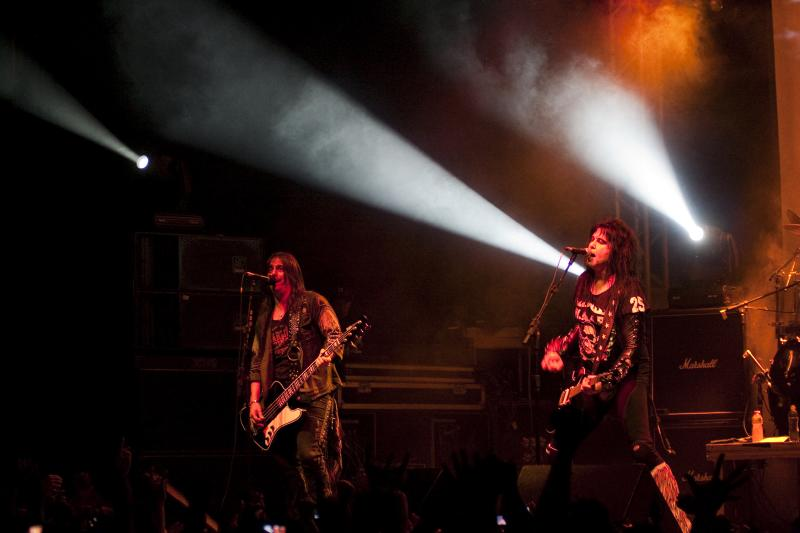
WASP em São Paulo (2010)

No início de 2006, mais alterações no Line-up, entrando na banda o baterista Mike Dupke e o guitarrista Doug Blair, substituindo Darrell Roberts que entrou para os Five Finger Death Punch. Um novo álbum foi planeado para ser lançado em Outubro de 2006, de acordo com uma declaração feita por Blackie Lawless numa paragem da tour em Kavarna. Ele então passou a tocar uma nova música do álbum, intitulada Mercy. Algumas semanas mais tarde, o lançamento do álbum foi adiado para Abril de 2007, revelando dois covers para serem usados como faixas bónus. Revelado o título do álbum, "Dominator" foi lançado a 16 de Abril no Reino Unido, a 20 de Abril na Escandinávia e no resto da Europa Continental no dia 27 de Abril. As datas de lançamento para a América do Sul e Rússia foram no dia 1 de Maio, e a banda saiu em tour. 
"Dominator" chegou ao número 72 nas paradas da Alemanha.
Em 2009, os W.A.S.P lançam mais um álbum, intitulado "Babylon" via Demolition Records.
Blackie Lawless, em entrevistas recentes, alegou que ele nunca mais vai tocar a música "Animal (F*ck Like A Beast)", devido às suas crenças religiosas.
Os W.A.S.P. recentemente gravaram o seu décimo quinto e mais recente álbum de estúdio, intitulado Golgotha e lançado em Outubro de 2015. Ainda antes do lançamento, Mike Dupke deixou a banda.

## Integrantes
| Atuais membros - Blackie Lawless – vocal, guitarra base, baixo, teclado (1982–presente) - Doug Blair – guitarra solo, backing vocals (1992, 2001, 2006–presente) - Mike Duda – baixo, backing vocals (1995–presente) - Aquiles Priester - Bateria (2017–presente) Participações - Valentina – vocais em Unholy Terror - Roy Z – guitarra solo adicional em Unholy Terror - Mark Josephson – violino e Still Not Black Enough - Lita Ford – guitarra solo em "Sunset And Babylon" and backing vocals on "Thunderhead" - Ken Hensley – teclado em The Headless Children - Philip Wolfe – teclado - Nate "Diggs" Jones - Scatman (1986) - Jeremy Spencer - bateria (2005) - Mark Zavon – guitarra (2006) - Patrick Johansson – bateria ao vivo (2006, 2015) | Antigos membros - Randy Piper – guitarra (1982–1986) - Tony Richards – bateria (1982–1984) - Rik Fox – baixo (1982) - Don Costa – baixo (1982) - Chris Holmes – guitarra (1983–1990, 1996–2001) - Steve Riley – bateria (1984–1987) - Johnny Rod – baixo, guitarra base (1986–1989, 1992–1993) - Glen Soderling - bateria (1987) - Kelly Martella - bateria (1988–1989) - Frankie Banali – bateria & percussão (1989–1990, 1992, 1995, 2001, 2004) - Stet Howland – bateria (1991–2005) - Bob Kulick – guitarra solo (1991–1995) (tocou em alguns shows e gravou dois discos) - Mark Josephson - violino (1993) - Darrell Roberts – guitarra (2002–2005) - Mike Dupke – bateria (2006–2015) - Randy Black – bateria (2015–2017) |

## Discografia

### Álbuns de estúdio
| 1984                                                                                   | W.A.S.P. (EUA: Ouro)              | —  | —  | —  | 51 | 74 |
| 1985                                                                                   | The Last Command (EUA: Ouro)      | 63 | 15 | 14 | 48 | 49 |
| 1986                                                                                   | Inside the Electric Circus        | —  | 35 | 17 | 53 | 60 |
| 1989                                                                                   | The Headless Children             | 22 | —  | 13 | 8  | 48 |
| 1992                                                                                   | The Crimson Idol                  | 35 | 31 | 11 | 21 | —  |
| 1995                                                                                   | Still Not Black Enough            | —  | 40 | —  | 52 | —  |
| 1997                                                                                   | Kill Fuck Die                     | —  | —  | —  | —  | —  |
| 1999                                                                                   | Helldorado                        | 59 | 49 | —  | —  | —  |
| 2001                                                                                   | Unholy Terror                     | 88 | —  | —  | —  | —  |
| 2002                                                                                   | Dying for the World               | 72 | —  | —  | —  | —  |
| 2004                                                                                   | The Neon God: Part 1 - The Rise   | 87 | 26 | 26 | —  | —  |
| 2004                                                                                   | The Neon God: Part 2 - The Demise | —  | —  | —  | —  | —  |
| 2007                                                                                   | Dominator                         | 72 | 40 | 36 | —  | —  |
| 2009                                                                                   | Babylon                           | 61 | 24 | —  | —  | —  |
| 2015                                                                                   | Golgotha                          | 18 | 6  | 17 | 50 | 93 |
| "—" significa que o álbum não chegou às paradas ou não foi lançado no país em questão. |                                   |    |    |    |    |    |

| - Live...In the Raw (1987) - Double Live Assassins (1998) - The Sting: Live at the Key Club L.A. (2000) - I Wanna Be Somebody (1984) - School Daze (1984) - Blind in Texas (1985) - Wild Child (1986) - 9.5.-N.A.S.T.Y. (1986) | - First Blood Last Cuts (1994) - The Best of the Best: 1984-2000, Vol. 1 (2000) - Live...Animal (1987) - Live at the Lyceum (1984) - The Sting: Live at the Key Club L.A. (2000) - In the Raw |